# Laffly V 15 T
Der Laffly V 15 T war ein von 1938 bis 1940 in Frankreich hergestellter geländegängiger Pkw mit Vierradantrieb (4×4) zum Ziehen leichter Geschütze wie auch zum Einsatz als Aufklärungs- und Verbindungsfahrzeug (V 15 R).

## Geschichte
Das Fahrzeug wurde ab 1937 von Laffly aufgrund einer Ausschreibung des französischen Heeres entwickelt. Demnach sollte es folgende Anforderungen erfüllen: vierrädrig, Allradantrieb, 4 bis 5 Sitzplätze, 45 bis 50 PS, Höchstgeschwindigkeit mindestens 85 km/h. Es sollte die Halbkettenfahrzeuge Citroën-Kégresse P19 ersetzen, die zwar eine gute Geländegängigkeit aufwiesen, aber als zu langsam empfunden wurden. Die ersten Prototypen wurden ausgiebig erprobt. Ende 1938 wurden die ersten Fahrzeuge bestellt: 100 Stück sollten im Winter 1939/40 geliefert werden, um bei Kavallerieeinheiten als Zugwagen für die 25-mm-PaK eingesetzt zu werden. Die Lieferung dieser Fahrzeuge erfolgte von November 1939 bis Januar 1940.

## Varianten

### Licorne V 15 T
Mit Beginn des Zweiten Weltkrieges wurde offensichtlich, dass die relativ kleine Fabrik von Laffly die zahlreichen Aufträge für Militärfahrzeuge (S 15 T, S 20 TL, S 25 T, S 35 T und S 45 T) innerhalb der gesetzten Fristen nicht bewältigen konnte, insbesondere, weil sie für eine größere Serienproduktion nicht eingerichtet war. Deshalb wurde die weitere Produktion des Laffly V 15 T an Corre-La Licorne in Courbevoie übertragen: La Licorne hatte bis dahin nur leichte und mittlere Pkw sowie wenige leichte Lkw gebaut. Diese Fahrzeugtypen waren in Kriegszeiten weniger gefragt, sodass die Fertigungsanlagen für eine Produktion in vollem Umfang zur Verfügung standen. Im Dezember 1939 bestellte die französische Armee bei La Licorne insgesamt 1386 Stück, zu liefern von Februar 1940 bis September 1940. In dieser Zahl waren 95 Stück enthalten, die am 27. August 1939 die polnische Armee bei Laffly bestellt hatte und die vor dem Zusammenbruch Polens nicht gebaut werden konnten. Eine so große Menge konnte auch La Licorne, wo in den letzten drei Jahren im Schnitt etwa 600 Autos jährlich hergestellt wurden, nicht in der gewünschten Zeit herstellen. So wurden in der Folgezeit die Liefertermine von Ende April bis Ende Dezember 1940 verschoben. Die Auslieferung begann schließlich im Mai 1940. Bis zur Besetzung von Paris am 14. Juni 1940 durch die Wehrmacht dürften etwa 100 Stück von La Licorne ausgeliefert worden sein.

### Laffly/Licorne V 15 R
Der Laffly V 15 R (R steht für reconnaissance = Aufklärung, im Gegensatz zu T = Tracteur = Zugfahrzeug) war eine sich äußerlich kaum vom V 15 T unterscheidende Variante für Aufklärungs- und Verbindungszwecke. Die französische Armee bestellte 184 Stück im Mai 1939, 150 Stück davon für die Kavallerie, den Rest für die Artillerie. Am 27. August 1939 bestellte Polen 55 Stück, die weiteren Bestellungen erhöhten die Gesamtzahl schließlich auf 489 Stück, die bis Dezember 1940 geliefert werden sollten. Dann sollte ab Januar 1941 die weitere Produktion bei Licorne mit 150 Stück pro Monat erfolgen.
Das erste Fahrzeug wurde zwischen 18. und 25. Mai 1940 an die französische Armee übergeben, als die deutschen Truppen bereits bei Sedan die französische Front durchbrochen und die alliierten Truppen in Nordfrankreich eingekesselt hatten. Weitere fünf bis sechs Fahrzeuge folgten bis 31. Mai 1940, bis zum Waffenstillstand am 25. Juni 1940 wurden insgesamt 63 Stück für die französischen Streitkräfte gebaut.

### Weitere Nutzung ab Juli 1940
Quellen, die bestätigen, dass es nach dem Waffenstillstand ein Weiterbau für die deutsche Wehrmacht gab, gibt es nicht. Ein Teil der Fahrzeuge dürfte in den Kampfhandlungen zerschossen oder sonst wie irreparabel zerstört worden sein.
Es gibt photographische Nachweise, die das eine oder andere Stück in Wehrmachtsdiensten zeigen.
Außerdem wurden die Fahrzeuge nach dem Waffenstillstand vom 25. Juni 1940 von der französischen Armee weiter genutzt, z. B. auch zum Transport des 81-mm-Mörsers.
Verschiedene Fahrzeuge blieben erhalten und können in verschiedenen französischen Militärmuseen, zum Beispiel im Panzermuseum Saumur, besichtigt werden.

## Technische Details

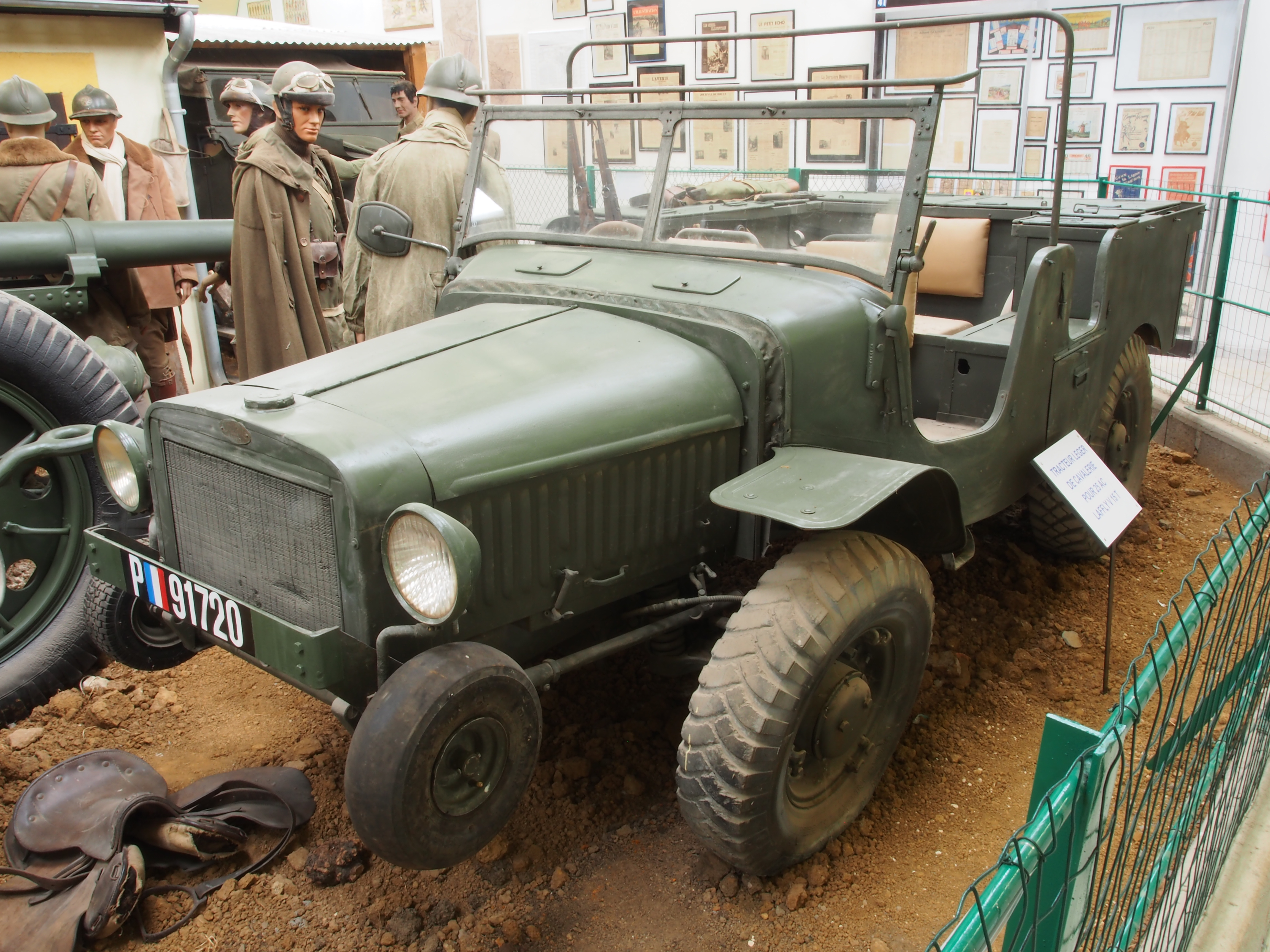
Laffly V 15 T im Museum des Fort de Fermont

Das Fahrzeug verfügte über einen Vierzylinder-Otto-Motor von Hotchkiss mit einem Hubraum von 2.312 cm³ (Bohrung 86 mm, Hub 99,5 mm und einer Leistung von 55 PS bei 3200 min−1. Es hatte zwei angetriebene Achsen (4×4). Das Getriebe hatte vier Vorwärtsgänge und einen Rückwärtsgang, dazu ein Vorgelegegetriebe. Vor der Vorderachse und zwischen Vorder- und Hinterachse waren kleine Hilfsräder angebracht, die ein Aufsitzen des Fahrzeugs in unebenem Gelände verhindern sollten. Bei späteren Ausführungen fielen die Hilfsräder zwischen Vorder- und Hinterachse weg. Das Fahrzeug hatte einen offenen Aufbau, der mit einer Plane abgedeckt werden konnte. Die Nutzlast betrug 700 kg beim V 15 T, 450 kg beim V 15 R. Beim V 15 T war das Fahrgestell 25 mm und die Karosserie 50 mm breiter als beim V 15 R. Die Höchstgeschwindigkeit lag bei 85 km/h. Die Reifengröße war 230 × 40.

## Beurteilung
Das Fahrzeug mit seinem Vierradantrieb und seinen Hilfsrädern war aufwendig konstruiert. Warum das Fahrzeug in zwei, sich nur um wenige Zentimeter unterscheidenden Breiten geliefert werden musste, erschließt sich nicht, in jedem Fall wurde dadurch die Serienfertigung teurer, die Vorhaltung von Ersatzteilen umfangreicher.
Das Fahrzeug ist am ehesten mit dem leichten Einheits-Pkw der Wehrmacht zu vergleichen, über dessen hohen Wartungsaufwand und Pflegebedürftigkeit viel geklagt wurde. Beide Kraftfahrzeuge entstanden etwa zur gleichen Zeit und hatten vergleichbare Leistungen. Erheblich erfolgreicher war der US-amerikanische Willys MB „Jeep“, der allerdings auch drei Jahre jünger war und bei dessen Konstruktion man Erfahrungen mit älteren Fahrzeugmodellen einfließen lassen konnte. Der russische GAZ-64 und GAZ-67 sind Nachbauten des Willys MB. Andere Allrad-Pkw des Zweiten Weltkrieges sind entweder erheblich leichter (z. B. Volkswagen Typ 166 Schwimmwagen) oder schwerer (z. B. Humber F.W.D.) als der Laffly V 15 T und daher mit diesem nur bedingt vergleichbar.